# Windows 10 versão 1511
A "atualização de Novembro" do Windows 10 (também conhecida com versão 1511 e apelidada "Threshold 2") é a primeira grande atualização do Windows 10 e a segunda versão do sistema operacional. Carrega a compilação de número 10.0.10586.

## Histórico de versões
Os novos recursos desta versão do Windows 10 incluem:
- Aplicativos pré-instalados de vídeo, mensagens e telefone do Skype
- Visualizações de guia e sincronização no Microsoft Edge
- Ajustes visuais e funcionais

A primeira visualização foi lançada em 18 de agosto de 2015. A versão final foi disponibilizada para Windows Insiders em 3 de novembro de 2015, seguida por uma versão pública em 12 de novembro de 2015. Ao contrário da versão inicial do Windows, este branch também foi disponibilizado aos dispositivos Windows Phone 8.1 existentes e ao Xbox One e como uma versão de visualização do Windows Server 2016, e foi pré-instalado em novos dispositivos Windows 10 Mobile. O suporte desta versão para usuários da Agência Atual (CB) e da Agência Atual para Negócios (CBB) terminou em 10 de outubro de 2017.
A atualização chegou ao fim do serviço após o lançamento da compilação 10586.1540 em 10 de abril de 2018.
| Legenda: | Versão antiga |

| Versões de teste da versão 1511 do Windows 10 | Versões de teste da versão 1511 do Windows 10          | Versões de teste da versão 1511 do Windows 10 |
| Compilação                                    | Data(s) de lançamento                                  | Mudanças                                      |
| --------------------------------------------- | ------------------------------------------------------ | --------------------------------------------- |
| 10.0.10525                                    | Fast ring: August 18, 2015                             |                                               |
| 10.0.10532                                    | Fast ring: August 27, 2015                             |                                               |
| 10.0.10547                                    | Fast ring: September 18, 2015                          |                                               |
| 10.0.10565                                    | Fast ring: October 12, 2015 Slow ring:October 16, 2015 |                                               |
| 10.0.10576                                    | Fast ring: October 29, 2015                            |                                               |
| Compilação                                    | Data(s) de lançamento                                  | Mudanças                                      |

| Versões públicas da versão 1511 do Windows 10 | Versões públicas da versão 1511 do Windows 10 | Versões públicas da versão 1511 do Windows 10                                             | Versões públicas da versão 1511 do Windows 10 |
| Compilação                                    | Knowledge base                                | Data(s) de lançamento                                                                     | Mudanças |
| --------------------------------------------- | --------------------------------------------- | ----------------------------------------------------------------------------------------- | --- |
| 10.0.10586 Version 1511                       |                                               | Fast ring: November 5, 2015 Slow ring: November 9, 2015 Public release: November 12, 2015 | - Mais performance para o sistema - Cortana recebe melhorias e agora funciona melhor com canetas - Microsoft Edge está mais responsivo, seguro e veloz. - Introdução do Windows Update for Business e Windows Store for Business. |
| 10.0.10586.3                                  | KB3105211                                     | Fast and slow ring: November 10, 2015                                                     | |
| 10.0.10586.11                                 | KB3118754                                     | Fast ring, slow ring and public release: November 18, 2015                                | |
| 10.0.10586.14                                 | KB3120677                                     | Fast ring, slow ring and public release: November 24, 2015                                | |
| 10.0.10586.17                                 | KB3116908                                     | Fast ring, slow ring and public release: December 2, 2015                                 | |
| 10.0.10586.29                                 | KB3116900                                     | Fast ring, slow ring and public release: December 8, 2015                                 | |
| 10.0.10586.36                                 | KB3124200                                     | Fast ring, slow ring and public release: December 17, 2015                                | |
| 10.0.10586.63                                 | KB3124263                                     | Slow ring and public release: January 12, 2016                                            | |
| 10.0.10586.71                                 | KB3124262                                     | Slow ring and public release: January 27, 2016                                            | |
| 10.0.10586.104                                | KB3135173                                     | Slow ring and public release: February 9, 2016                                            | |
| 10.0.10586.122                                | KB3140743                                     | Slow ring, release preview and public release: March 2, 2016                              | |
| 10.0.10586.164                                | KB3140768                                     | Slow ring, release preview and public release: March 8, 2016                              | |
| 10.0.10586.218                                | KB3147458                                     | Release preview and public release: April 12, 2016                                        | |
| 10.0.10586.240                                |                                               | Release preview: April 28, 2016                                                           | |
| 10.0.10586.318                                | KB3156421                                     | Release preview and public release: May 10, 2016                                          | |
| 10.0.10586.420                                | KB3163018                                     | Public release: June 14, 2016                                                             | |
| 10.0.10586.589                                | KB3185614                                     | Public release: September 13, 2016                                                        | |
| 10.0.10586.679                                | KB3198586                                     | Public release: November 8, 2016                                                          | |
| 10.0.10586.713                                | KB3205386                                     | Public release: December 13, 2016                                                         | |
| 10.0.10586.753                                | KB3210721                                     | Public release: January 10, 2017                                                          | |
| 10.0.10586.839                                | KB4013198                                     | Public release: March 14, 2017                                                            | |
| 10.0.10586.842                                | KB4016636                                     | Public release: March 22, 2017                                                            | |
| 10.0.10586.873                                | KB4015219                                     | Public release: April 11, 2017                                                            | |
| 10.0.10586.916                                | KB4019473                                     | Public release: May 9, 2017                                                               | |
| 10.0.10586.962                                | KB4022714                                     | Public release: June 13, 2017                                                             | |
| 10.0.10586.965                                | KB4032693                                     | Public release: June 27, 2017                                                             | |
| 10.0.10586.1007                               | KB4025344                                     | Public release: July 11, 2017                                                             | |
| 10.0.10586.1045                               | KB4034660                                     | Public release: August 8, 2017                                                            | |
| 10.0.10586.1106                               | KB4038783                                     | Public release: September 12, 2017                                                        | |
| 10.0.10586.1176                               | KB4041689                                     | Public release: October 10, 2017                                                          | |
| 10.0.10586.1177                               | KB4052232                                     | Public release: November 2, 2017                                                          | This update is available for Enterprise and Education editions only. |
| 10.0.10586.1232                               | KB4048952                                     | Public release: November 14, 2017                                                         | This update is available for Enterprise and Education editions only. |
| 10.0.10586.1295                               | KB4053578                                     | Public release: December 12, 2017                                                         | This update is available for Enterprise and Education editions only. |
| 10.0.10586.1356                               | KB4056888                                     | Public release: January 3, 2018                                                           | This update is available for Enterprise and Education editions only. |
| 10.0.10586.1358                               | KB4075200                                     | Public release: January 18, 2018                                                          | This update is available for Enterprise and Education editions only. |
| 10.0.10586.1417                               | KB4074591                                     | Public release: February 13, 2018                                                         | This update is available for Enterprise and Education editions only. |
| 10.0.10586.1478                               | KB4088779                                     | Public release: March 13, 2018                                                            | This update is available for Enterprise and Education editions only. |
| 10.0.10586.1540                               | KB4093109                                     | Public release: April 10, 2018                                                            | This final update is available for Enterprise and Education editions only. |
| Compilação                                    | Knowledge base                                | Data(s) de lançamento                                                                     | Mudanças |